# Кнежевич, Нада
Нада Кнежевич (серб. Нада Кнежевић, 3 октября 1940 в Белграде — 25 октября 2023) — югославская эстрадная и джазовая певица.

## Биография
Нада дебютировала в 1956 году на концерте «Младе снаге на пољу џеза» (серб. Молодые силы в поле джаза), а через год впервые выступила на радио Белграда. В 1959 году приняла участие в фестивале в Опатии и стала известна широкой аудитории. Радиохитами стали песни Нады «Циганска ноћ» (серб. Цыганская ночь) и «Фатима». Кнежевич завоевала несколько первых призов на международных фестивалях джаза, а также выступала на фестивалях джаза в Загребе, Бледе и Белграде. На первом фестивале исполнителей народной музыки, прошедшем в 1961 году, завоевала приз «Золотой микрофон».
В 1962 году, находясь в зените популярности, Нада Кнежевич переехала на год в ФРГ. Работала около двух лет с ансамблем Хэйзи Остервальда. Выступала в Дании и Норвегии, в клубах «Down town» и «Key club», участвовала в радиопередачах. Однако из-за болезни отца Нада отказалась от сотрудничества с менеджером Катериной Валенте и вернулась домой. В 1967 году Нада участвовала в национальном отборе на Евровидение от Югославии.
В 1971 году после рождения ребёнка и долгого перерыва в творчестве Нада вернулась на сцену. Она записала музыку для фильма «Моя сумасшедшая голова» (серб. Моја луда глава), выступила на фестивале «Белградская весна» с песней «Сети се наше љубави» (серб. Помните нашу любовь), а также приняла участие в музыкальном фестивале на Синайском полуострове, организованном ООН, и была там признана лучшей исполнительницей. Журнал «Down BiT» писал  в восторженных тонах об уникальных вокальных способностях Нады Кнежевич. Нада выступала в Альберт-Фишер-холле, на международных джазовых фестивалях в Мюнхене, Афинах и Стамбуле, на фестивале «Newport Jazz». 
В 1977 году со своим бигбендом Нада дала концерты в загребском в концертном зале Ватрослава Лисинского, а также в люблянском биоскопе «Унион». Записи концертов вышли на альбоме «4 лица џеза» (серб. Четыре лица джаза) издания «Jugoton». Югославское радиовещание присудило этому альбому премию лучшего альбома года: на нём были записи выступлений Нады Кнежевич, Боры Роковича, Йована Миковича, Дамира Дичича и Ратко Дивяка.
За 50 лет своей карьеры Нада Кнежевич добилась большого успеха, завоевав ряд наград. Последний концерт Нада дала в 1995 году под названием «Нада Белграду». В 2007 году на XXIV международном джазовом фестивале «Нишвил» стала обладательницей премии за исторический вклад в развитие джаза.

## Выступления на фестивалях
- Белградская весна:
  - Киша и ми, '61
  - То ће бити сезона киша, '63
  - Не реци више да си сам, '66
  - Сети се наше љубави, '71
  - Донео си љубав, '74
- Песня лета:
  - Живот тече, '68
  - Нећу, '72
- Хит парада:
  - Нека пати ко ме воли, '74
  - Хеј, шта је с вама људи, '76
- Загреб:
  - Модри снови, '60
  - За месец ил' два, '60
  - Улицама среће, '62
  - Нисам ти причала о љубави,  '62
  - Болеро ноћи, '63
  - Воли ме, '72
- Опатия:
  - Intermezzo, '59
  - Успаванка Опатији, '59
  - Плешите сјене, '60
  - После многих зима, '61
  - Мили, '62
  - Тражиш, '63
  - Смеши се, '67
- Сплит:
  - Од Ровиња до Улциња, '62
- Ваш шлягер сезона:
  - Твоја, твоја, ВШС '74
- Отбор на Евровидение:
  - Сувишан поглед, '67
- X фестиваль военных песен:
  - Тај сретан дан, '71